# Liste der Monuments historiques in Foussais-Payré
Die Liste der Monuments historiques in Foussais-Payré führt die Monuments historiques in der französischen Gemeinde Foussais-Payré auf.

## Liste der Bauwerke
| Bezeichnung               | Beschreibung | Standort                | Kennzeichnung | Schutzstatus | Datum | Bild           |
| ------------------------- | ------------ | ----------------------- | ------------- | ------------ | ----- | -------------- |
| Kirche St-Hilaire         |              | Foussais (Lage)         | PA00110120    | Classé       | 1862  | weitere Bilder |
| Kalkofen                  |              | Payré-sur-Vendée (Lage) | PA00110122    | Inscrit      | 1980  | weitere Bilder |
| Haus von François Laurens |              | (Lage)                  | PA00110294    | Inscrit      | 1989  | weitere Bilder |
| Priorat                   |              | Foussais (Lage)         | PA00110121    | Inscrit      | 1986  |                |